# Aeroportul Sundsvall-Timrå
Aeroportul Sundsvall-Timrå (IATA: SDL, ICAO: ESNN) este un aeroport din Timrå, Västernorrlands län, Suedia ce deservește zona Timrå. Aeroportul a fost tranzitat în 2022 de 47.367 de pasageri. A fost deschis în 11 septembrie 1944.
Situat la o altitudine de 5 m, aeroportul dispune de 1 pistă.

## Infrastructură

### Piste
Aeroportul dispune de o singură pistă. Pista 16/34 are suprafața de asfalt și dimensiunile 1.940 m × 45 m. 